# ناحیه فیلاخ-لاند
ناحیه فیلاخ-لاند (به آلمانی: Villach-Land District) یک ناحیه در اتریش است که در کرنتن واقع شده‌است. ناحیه فیلاخ-لاند ۶۴٬۶۹۸ نفر جمعیت دارد.